# 11 août
Pour les articles homonymes, voir Onze-Août.
11 juillet 11 septembre
Chronologies thématiques
- Croisades
- Ferroviaires
- Sports
- Disney
- Anarchisme
- Catholicisme

Abréviations / Voir aussi
- (° 1852) = né en 1852
- († 1885) = mort en 1885
- a.s. = calendrier julien
- n.s. = calendrier grégorien
- Calendrier
- Calendrier perpétuel
- Liste de calendriers
- Naissances du jour

Le 11 août ou 11 aout est le 223e jour de l'année du calendrier grégorien, 224e lorsqu'elle est bissextile, il en reste ensuite 142.
Son équivalent était généralement le 24 thermidor du calendrier républicain / révolutionnaire français, officiellement dénommé jour de l'aunée (ou inule, une plante).

## Événements

### XXXIIesiècleav. J.-C.
- -3114 : fondation / début du calendrier maya selon une corrélation GMT de 1950.

### XIIIesiècle
- 1297 : canonisation de Louis IX.

### XVIIesiècle
- 1674 : Condé est victorieux à Seneffe.

### XVIIIesiècle
- 1789 : publication des décrets sur l'abolition des privilèges féodaux.
- 1792 :
  - instauration du suffrage universel masculin en France.
  - Maître Georges-Jacques Danton, avocat parisien élu député, devient le ministre français de la Justice.

### XIXesiècle
- 1815 : en France, création des légions départementales.
- 1825 : Simón Bolívar devient président de la Bolivie.

### XXesiècle
- 1914 : la France déclare la guerre à l'Autriche-Hongrie.
- 1919 : en Allemagne, la République de Weimar promulgue sa nouvelle constitution.
- 1947 : adoption du drapeau du Pakistan
- 1949 : résolutions n°72 et n°73, du Conseil de sécurité des Nations unies, sur la Palestine.
- 1952 : le prince hachémite Hussein devient roi de Jordanie.
- 1960 : indépendance du Tchad.

### XXIesiècle
- 2006 : résolution n°1701, du Conseil de sécurité des Nations unies (question du nouveau conflit israélo-libanais alors en cours).
- 2016 : Edgar Lungu est réélu président de la Zambie.
- 2019 : au Guatemala, le second tour a lieu, afin d'élire le président et le vice-président de la République, et c'est le candidat conservateur Alejandro Giammattei qui l'emporte[2].

## Arts, culture et religion
- 1492 : élection du pape Alexandre VI.

## Sciences et techniques
- 1999 : éclipse solaire totale en Europe et en Asie, la plus suivie de l'Histoire quand elle eut lieu.

## Économie et société
- 1979 : en Équateur, création du Parc national du Cotopaxi situé autour du volcan Cotopaxi.
- 1979 : rupture du barrage Macchu-2 près de Morvi, en Inde.

## Naissances

### XIesiècle
- 1086 : Henri V, roi des Romains de 1099 à 1111 puis empereur germanique élu des Romains de 1111 à sa mort († 23 mai 1125).

### XVIesiècle
- 1530 : Ranuccio Farnèse, prélat italien († 29 octobre 1565).

### XVIIesiècle
- 1656 : Antonio Gaztañeta, officier de marine et architecte naval espagnol († 5 février 1728).
- 1667 : Anne-Marie-Louise de Médicis, princesse italienne, dernière des Médicis († 18 février 1743).

### XVIIIesiècle
- 1730 : Charles Bossut, physicien et encyclopédiste français († 14 janvier 1814).
- 1744 : Tomás Antônio Gonzaga, poète brésilien d'origine portugaise († février 1810).
- 1799 : Joachim Barrande, géologue et paléontologue français († 5 octobre 1883).

### XIXesiècle
- 1807 : David Rice Atchison, homme politique américain († 26 janvier 1886).
- 1809 : Nikolaï Mouraviov-Amourski (Николай Николаевич Муравьёв-Амурский), homme d'État, diplomate et explorateur russe († 30 novembre 1881).
- 1837 : Sadi Carnot, ingénieur et homme politique français, président de la République française de 1887 à 1894 († 25 juin 1894).
- 1850 : Albert Adamkiewicz, médecin polonais († 31 octobre 1921).
- 1858 : Christiaan Eijkman, médecin et pathologiste néerlandais, prix Nobel de physiologie et de médecine 1929 († 5 novembre 1930).
- 1860 : Duane Williams, avocat suisse, Fondateur de la FIT († 15 avril 1912).
- 1877 : Francis Aupiais, religieux et ethnologue français († 15 décembre 1945).
- 1895 : Léonie Luiggi Jarnier, résistante française, juste parmi les nations († 27 février 1974).
- 1897 : Enid Blyton, romancière britannique († 28 novembre 1968).
- 1900 :
  - Alexandre Mossolov (Александр Васильевич Мосолов), compositeur russe († 11 juillet 1973).
  - Charles Paddock, athlète de sprint américain († 21 juillet 1943).

### XXesiècle
- 1901 : Luigi Corbellini, peintre italien († 9 mai 1968).
- 1902 :
  - Alfredo Binda, coureur cycliste italien († 19 juillet 1986).
  - Léonide Chrol, prêtre orthodoxe († 28 novembre 1982).
  - Lloyd Nolan, acteur américain († 27 septembre 1985).
- 1904 : Yves du Manoir, joueur de rugby français († 2 janvier 1928).
- 1905 : 
  - Wilbrod Bherer, administrateur québécois († 9 janvier 1998).
  - Kurt Gerstein, ingénieur et militant chrétien anti-nazi allemand († 25 juillet 1945).
- 1908 : Bill Ricker (en), biologiste canadien, spécialiste de l’halieutique († 8 septembre 2001).
- 1909 : Geoffrey Trease, écrivain britannique († 27 janvier 1998).
- 1913 : Marcel Schneider, écrivain français († 22 janvier 2009).
- 1914 : Rudy Pilous, entraîneur canadien de hockey sur glace († 5 décembre 1994).
- 1915 : Jean Parker, actrice américaine († 30 novembre 2005).
- 1916 : Paul Dupuis, acteur québécois († 23 janvier 1976).
- 1919 : Ginette Neveu, violoniste française († 28 octobre 1949 en avion "Constellation" aux Açores).
- 1920 :
  - Constant Engels, résistant français, compagnon de la Libération, commandeur de la Légion d'honneur et croix de guerre 39-45 († 3 avril 2018).
  - Georges Laouénan, officier des Forces françaises libres, compagnon de la Libération, colonel  († 12 septembre 1987).
  - Chuck Rayner, joueur canadien de hockey sur glace († 5 octobre 2002).
- 1921 :
  - Alex Haley (Alexander Murray Palmer Haley dit), écrivain américain († 10 février 1992).
  - Tom Kilburn, ingénieur britannique († 17 janvier 2001).
- 1922 : Mavis Gallant, écrivaine québécoise († 18 février 2014).
- 1924 : 
  - Boris Karlov (Борис Карлов), musicien bulgare († 12 décembre 1964).
- 1925 :
  - Floyd Curry, joueur professionnel de hockey sur glace canadien († 16 septembre 2006).
  - Arlene Dahl, actrice américaine († 29 novembre 2021).
  - Mike Douglas, acteur et animateur américain († 11 août 2006).
- 1926 : Aaron Klug, physicien et chimiste britannique, prix Nobel de chimie 1982 († 20 novembre 2018).
- 1927 :
  - Giancarlo Astrua, coureur cycliste italien († 29 juillet 2010).
  - Raymond Leppard, claveciniste et chef d’orchestre britannique († 22 octobre 2019).
  - Stuart Rosenberg, réalisateur américain († 15 mars 2007).
- 1928 : 
  - Amulette Garneau, comédienne canadienne († 7 novembre 2008).
  - Alan E. Nourse, écrivain de science-fiction américain († 19 juillet 1992).
- 1929 :
  - Raymond Cicci, footballeur français († 20 février 2012).
  - Grisélidis Réal, militante des droits des prostituées suisse († 31 mai 2005).
- 1930 : William O'Neill, homme politique américain, gouverneur du Connecticut de 1980 à 1991 († 24 novembre 2007).
- 1932 :
  - Fernando Arrabal, poète, romancier, essayiste, dramaturge et cinéaste espagnol.
  - Peter Eisenman, architecte américain.
- 1933 : 
  - Jerry Falwell, pasteur et télévangéliste américain († 15 mai 2007).
  - Walter Yetnikoff (en), dirigeant musical et discographique américain († 9 août 2021).
- 1934 : Jacques Faivre, prélat français († 13 août 2010).
- 1935 : Hiroko Matsumoto, mannequine japonaise en particulier pour Pierre Cardin († 20 juin 2003).
- 1938 :
  - sœur Angèle (Ginetta Rizzardo dite), religieuse québécoise d’origine italienne, animatrice d'émissions de télé sur la cuisine.
  - Pierre Létourneau, auteur-compositeur et interprète québécois.
- 1939 : James Mancham, homme politique seychellois, président de la République des Seychelles de 1976 à 1977 († 8 janvier 2017).
- 1941 :
  - Philippe Ariotti, acteur et chanteur français.
  - Jean-Louis Beffa, homme d'affaires français, P-DG de Saint-Gobain de 1986 à 2007 et président de cette société jusqu'en 2010.
- 1942 : Mike Hugg (en), musicien, chanteur et compositeur britannique du groupe Manfred Mann.
- 1943 :
  - Jim Kale (en), bassiste canadien du groupe The Guess Who.
  - Pervez Musharraf (پرويز مشرف), général et homme politique pakistanais, président de la République islamique du Pakistan de 2001 à 2008 († 5 février 2023).
  - Denis Payton (en), saxophoniste anglais du groupe The Dave Clark Five († 17 décembre 2006).
- 1944 : 
  - Alexa McDonough, femme politique canadienne († 15 janvier 2022).
  - Ian McDiarmid, acteur et metteur en scène britannique.
- 1945 :
  - Dominique Perben, homme politique français, plusieurs fois ministre.
  - Gilles Taillon, homme politique québécois.
- 1946 :
  - Patrick Bouchitey (Bouchitté dit), acteur, réalisateur et doublure vocale humoristique française (de vidéos d'animaux transformées).
  - Christian Décamps, auteur compositeur chanteur français.
  - Éric de Montgolfier, magistrat français.
  - Marilyn vos Savant, auteure américaine, connue pour avoir un des Q.I. les plus élevés au monde.
- 1947 :
  - Georges Pernoud, animateur de télévision français († 10 janvier 2021).
  - Alois Schloder, joueur de hockey sur glace allemand.
  - Jan Henne, nageuse américaine, double championne olympique.
- 1948 : 
  - Pierre Bertrand, chanteur et auteur-compositeur québécois du groupe Beau Dommage.
  - Jan Palach, étudiant protestataire tchécoslovaque, immolé par le feu († 19 janvier 1969).
- 1949 :
  - Eric Carmen, chanteur américain. († 10 mars 2024).
  - Ian Charleson, acteur écossais († 6 janvier 1990).
  - Olivier de Funès, pilote de ligne et ancien acteur français.
  - Bruno de Keyzer, directeur français de la photographie de films († 25 juin 2019).
- 1950 :
  - Erik Braunn, guitariste américain du groupe Iron Butterfly († 25 juillet 2003).
  - Steve Wozniak, informaticien américain.
- 1951 :
  - Vincent Bilodeau, acteur québécois.
  - Volodymyr Dibrova, écrivain, dramaturge et traducteur ukrainien.
- 1953 : Hulk Hogan (Terrance Gene Bollea dit), lutteur américain.
- 1954 : Joe Jackson (David Ian Jackson dit), musicien britannique.
- 1955 : Marc Bureau, homme politique québécois.
- 1957 : Inès de La Fressange (Inès Marie Lætitia Églantine Isabelle de Seignard de La Fressange dite), mannequin, styliste, femme d'affaires et journaliste française.
- 1958 :
  - Ken Linseman, joueur professionnel de hockey sur glace canadien.
  - Steven Pokere, joueur de rugby néo-zélandais.
  - Pascale Trinquet, fleurettiste française.
- 1959 :
  - Thierry Guerrier, journaliste et animateur de télévision français.
- 1960 : Nathalie Coupal, actrice québécoise.
- 1961 : Frederick Wilford Sturckow, astronaute américain.
- 1965 :
  - Marc Bergevin, joueur et dirigeant québécois de hockey sur glace.
  - Viola Davis, actrice américaine.
- 1966 :
  - Duff Gibson, skeletoneur canadien.
  - Nigel Martyn, footballeur anglais.
- 1967 : Massimiliano Allegri, joueur puis entraîneur de football italien.
- 1968 :
  - Lorenzo Bernardi, joueur de volley-ball italien.
  - Anna Gunn, actrice américaine.
  - Mabel Wisse Smit, comtesse d’Orange-Nassau.
- 1970 : Gianluca Pessotto, footballeur italien.
- 1971 : Djamel Bouras, judoka français, champion olympique.
- 1972 :
  - Joane Somarriba, coureur cycliste espagnole.
  - Vyacheslav Zahorodnyuk (В'ячеслав Васильович Загороднюк), patineur artistique en individuel messieurs ukrainien.
- 1974 :
  - Marie-France Dubreuil, patineuse artistique québécoise.
  - Kira Kener, actrice américaine.
  - Audrey Mestre, apnéiste française († 12 octobre 2002).
- 1975 :
  - Asma el-Assad (أسماء الأسد), femme d'affaires de nationalité syro-britannique, première dame de Syrie de 2000 à 2024.
  - Armel Tripon, navigateur français.
- 1976 :
  - Iván Córdoba, footballeur colombien.
  - Lubomir Visnovsky, joueur professionnel hockey sur glace slovaque.
- 1977 : Noémie de Lattre, actrice et auteure de théâtre française.
- 1978 : Amber Brkich Mariano, candidate de la télé réalité américaine.
- 1979 : Marion Talayrach, joueuse de rugby à XV française.
- 1980 :
  - Monika Pyrek, athlète de sauts à la perche polonaise.
  - Sébastien Squillaci, footballeur français.
- 1982 : Grégoire Ludig, acteur, humoriste et producteur français.
- 1983 :
  - Andrew Feeley, basketteur américain.
  - Chris Hemsworth, acteur australien.
  - Pacha 183 (Pavel Pukhov dit), artiste urbain russe († 1er avril 2013).
  - Yuriy Krymarenko (Юрій Кримаренко), athlète de sauts ukrainien, champion du monde d'athlétisme de saut en hauteur 2005.
- 1984 : Melky Cabrera, joueur de baseball dominicain.
- 1986 : Pablo Sandoval, joueur de baseball vénézuélien.
- 1987 :
  - Ekaterina Birlova, joueuse de beach-volley russe.
  - Grant Brits, nageur australien.
  - Tim Hug, coureur du combiné nordique suisse.
  - Sixtine Malaterre, kayakiste française.
  - Cyrille Maret, judoka français.
  - Greysia Polii, joueuse de badminton indonésienne.
- 1988 : Winner Anacona, coureur cycliste colombien.
- 1989 : Úrsula Corberó, actrice espagnole.
- 1991 :
  - Zenaba Dinguest, femme de lettres tchadienne d'expression française.
  - Estelle Nze Minko, handballeuse française.
- 1992 :
  - Bryce Cotton, basketteur américain.
  - Heuss l'Enfoiré (Karim Djeriou dit), rappeur français.
  - Adam Smith, basketteur américain.
- 1993 : Alyson Stoner, actrice américaine.
- 1999 : Kevin Knox, basketteur américain.
- 2000 :
  - Benjamin Marqué, hockeyeur sur gazon français.
  - Sofie Svava, footballeuse danoise.
  - Amine Zouhzouh, footballeur marocain.

### XXIesiècle
- 2001 : Ghofrane Belkhir, haltérophile tunisienne.
- 2002 : 
  - Yōta Komi, footballeur japonais.
  - Hiroki Sekine, footballeur japonais.
- 2004 : Umut Tohumcu, footballeur germano-turc.
- 2005 : Antónis Papakanéllos, footballeur grec.
- 2007 : Mikey Moore, footballeur anglais.

## Décès

### XIIIesiècle
- 1253 : Claire d'Assise, religieuse italienne, fondatrice de la congrégation des Clarisses (° 16 juillet 1194).
- 1259 : Möngke, khan suprême des Mongols à partir de 1251 (°10 janvier 1209).

### XVesiècle
- 1464 : Nicolas de Cues, philosophe, théologien et prélat allemand (° 1401).
- 1494 : Hans Memling, peintre flamand (° vers 1430).

### XVIesiècle
- 1596 : Hamnet Shakespeare, fils de William Shakespeare (° 2 février 1585).

### XIXesiècle
- 1872 : Andrew Smith, médecin-militaire et zoologiste britannique (° 3 décembre 1797).
- 1886 :
  - Lydia Koidula, poétesse estonienne (° 24 décembre 1843).
  - Ivan Ounkovski, amiral russe (° 29 mars 1822).
  - Dolores Tosta, première dame du Mexique (° 29 juin 1827).
- 1890 : John Henry Newman, ecclésiastique, théologien et écrivain britannique (° 21 février 1801).

### XXesiècle
- 1902 : Félix Despagnet, ophtalmologue français (° 8 juin 1854).
- 1909 : Cheche (José Marrero Bez dit), matador mexicain (° 19 mars 1870).
- 1919 : Andrew Carnegie, industriel et philanthrope américain d’origine écossaise (° 25 novembre 1835).
- 1945 : Michel Carré, acteur, dramaturge et réalisateur français (° 7 février 1865).
- 1947 : Harry Davis, joueur de baseball américain (° 19 juillet 1873).
- 1950 : Viatchéslav Tsvétaev, chef militaire soviétique, Héros de l'Union soviétique (° 17 janvier 1893).
- 1951 : Albert Aubry, homme politique et résistant français (° 8 décembre 1892).
- 1953 : Tazio Nuvolari, pilote de courses automobile et de moto italien (° 16 novembre 1892).
- 1956 : Jackson Pollock, peintre américain (° 28 janvier 1912).
- 1963 : Otto Wahle, nageur autrichien (° 5 novembre 1879).
- 1965 :
  - Ethel Thomson Larcombe, joueuse de tennis britannique, victorieuse du tournoi de Wimbledon 1912 (° 8 juin 1879).
  - Bill Woodfull, joueur de cricket australien (° 22 août 1897).
- 1973 : Karl Ziegler, chimiste allemand, prix Nobel de chimie 1963 (° 26 novembre 1898).
- 1974 : José Falcón, matador portugais (° 30 août 1944).
- 1975 : Rachel Katznelson, personnalité israélienne, figure active du mouvement sioniste (° 24 octobre 1885).
- 1979 : James Gordon Farrell, romancier britannique (° 25 janvier 1935).
- 1980 : Paul Robert, lexicographe et éditeur français (° 19 octobre 1910).
- 1981 : Valentine Tessier, actrice française (° 5 août 1892).
- 1982 : Tom Drake, acteur américain (° 5 août 1918).
- 1988 :
  - Pauline Lafont, actrice française (° 6 avril 1963).
  - Anne Ramsey, actrice américaine (° 1er septembre 1929).
- 1994 : Peter Cushing, acteur britannique (° 26 mai 1913).
- 1995 :
  - Georges Carrère, acteur québécois (° 17 juillet 1930).
  - Alphonse Couturier, homme politique québécois (° 15 décembre 1902).
  - Phil Harris (Wonga Phillip Harris dit), chanteur, compositeur, jazzman et acteur radiophonique et de doublage vocal américain aussi connu comme chef d'orchestre (° 24 juin 1904).
- 1996 :
  - Rafael Kubelik, chef d’orchestre suisse d’origine tchèque (° 29 juin 1914).
  - Mel Taylor (en), batteur américain du groupe The Ventures (° 24 septembre 1933).
  - Baba Vanga, voyante bulgare (° 31 janvier 1911).
- 1997 : Jacques Robert, écrivain et scénariste français (° 27 juin 1921).
- 1999 :
  - Robert Dorfmann, producteur de cinéma français (° 3 mars 1912).
  - Ernst Kaether, soldat allemand (° 25 septembre 1903).
  - Mimi Pollak (Maria Helena Pollak dite), actrice, réalisatrice et metteur en scène suédoise (° 9 avril 1903).
  - Tommy Ridgley, chanteur américain (° 30 octobre 1925).
  - Henk Chin A Sen, homme d’État surinamien (° 18 janvier 1934).
- 2000 :
  - Serge Lebovici, psychiatre et psychanalyste français (° 10 juin 1915).
  - Jean Papineau-Couture, compositeur et pédagogue québécois (° 12 novembre 1916).
  - Constantin Zureik, politologue, historien, enseignant et diplomate syrien (° 18 avril 1909).

### XXIesiècle
- 2002 :
  - Nancy Chaffee, joueuse de tennis américaine (° 6 mars 1929).
  - Jiří Kolář, écrivain, traducteur, dramaturge, peintre et poète franco-tchèque (° 24 septembre 1914).
  - Hermann Pálsson, linguiste, traducteur, professeur d'université, écrivain et philologue islandais (° 26 mai 1921).
  - Galen Rowell, grimpeur, alpiniste, écrivain et photographe américain (° 23 août 1940).
- 2003 :
  - Herb Brooks, joueur de hockey sur glace américain (° 5 août 1937).
  - Jean Dréjac, auteur-compositeur et interprète français (° 3 juin 1921).
  - Jacques Yerna, syndicaliste belge (° 24 novembre 1923).
- 2005 : James Booth, acteur et scénariste britannique (° 19 décembre 1927).
- 2006 : Mike Douglas, acteur et animateur américain (° 11 août 1925).
- 2007 : Maurice Boitel, peintre français (° 31 juillet 1919).
- 2008 : Fred Sinowatz, homme politique autrichien, chancelier fédéral de 1983 à 1986 (° 5 février 1929).
- 2009 :
  - Lazare Gianessi, footballeur français (° 9 novembre 1925).
  - Eunice Kennedy Shriver, athlète, femme politique et sociologue américaine, fondatrice des Jeux olympiques spéciaux (° 10 juillet 1921).
- 2011 : Jani Lane, musicien américain, chanteur et guitariste du groupe Warrant (° 1er février 1964).
- 2012 : Michael Dokes, boxeur américain (° 10 août 1958).
- 2013 : Raymond Delisle, coureur cycliste français (° 11 mars 1943).
- 2014 :
  - Raymond Gravel, prêtre catholique et homme politique québécois (° 4 novembre 1952).
  - Robin Williams, acteur et humoriste américain (° 21 juillet 1951).
- 2016 : Glenn Yarbrough, chanteur de musique folk américain du groupe The Limeliters (° 12 janvier 1930).
- 2020 : 
  - Belle du Berry (Bénédicte Grimault dite), chanteuse du groupe "Paris Combo", comédienne et auteure-compositrice française (° 8 avril 1966).
  - Trini Lopez, chanteur et guitariste de pop, rock et folk américain d'origine mexicaine (° 15 mai 1937).
- 2024 :
  - Rebecca Allison, cardiologue et femme trans militante américaine (° 21 décembre 1946).
  - Samir Chamas, acteur et doubleur libanais (° 25 novembre 1942).
- 2025 :
  - Claude Gasnal, basketteur français (° 12 février 1949).
  - Fadhel Jaziri, acteur et réalisateur tunisien (° 1948).
  - Sid Ali Lazazi, footballeur algérien (° 20 septembre 1957).
  - Miguel Uribe Turbay, homme politique colombien (° 28 janvier 1986).

## Célébrations

### Nationale
Tchad (Union africaine) : fête de l'indépendance politique vis-à-vis de la France en 1960.

### Saints des Églises chrétiennes

#### Saints catholiques et orthodoxes du jour
Référencés ci-après in fine, :
- Alexandre († entre 270 et 275), charbonnier, évêque de Comane dans le Pont, martyr sous Aurélien ; célébré le 12 août par les orthodoxes[5].
- Arige de Lyon († vers 614), Évêque
- Attracta (fin du Ve siècle) - ou « Athracht », « Abaght », « Adhracht », « Araght » ou « Taraghta » -, abbesse et solitaire à Killaraght sur le lac Gara et à Drum en Irlande.
- Cassien († vers 340), évêque de Bénévent en Campanie ; célébré le 12 août par les orthodoxes[6].
- Equice († vers 540) - ou « Equitius » -, abbé dans les Abruzzes, fonda plusieurs monastères dans la province de Valeria[Quoi ?] à l'est de Rome.
- Gérard de Sora († 635), pèlerin anglais.
- Géry de Cambrai († vers 625) - ou « Gaugéric » ou « Gau » -, évêque de Cambrai et Arras.
- Gilberte († vers 692) - ou « Algiberte » ou « Aguilberte » -, cousine de sainte Telchilde, abbesse de Jouarre dans la Brie ; célébrée le 10 août par les orthodoxes[7].
- Rufin († entre 301 et 305), considéré comme premier évêque des Marses à Assise en Ombrie, martyr sous Maximien.
- Rusticule (vers 551 - 632) - ou « Rusticole » ou « Marcia » -, abbesse à Arles en Provence ; célébrée le 10 août par les orthodoxes[8].
- Suzanne de Rome († 295 ou 296), martyre à Rome sous Dioclétien.
- Taurin († vers 412) - ou « Taurinus » -, premier évêque d'Évreux en Normandie de 350 à 411.
- Tiburce († 286 ou 288) - ou « Tiburtius » -, avec Chromace son père et plusieurs autres, martyrs à Rome sous Dioclétien.

#### Saints et bienheureux catholiques du jour
référencés ci-après :
- Claire d'Assise († 1253), fondatrice des Clarisses.
- John Sandys, Étienne Rowsham, prêtres et Guillaume Lampley, tailleur († 1586), tous bienheureux martyrs à Gloucester, sous la reine Élisabeth Ire d'Angleterre.
- Jean-Georges Rehm († 1794) - ou « Frère Thomas » -, bienheureux dominicain au couvent de Sélestat et martyr des pontons de Rochefort sous la Révolution française.
- Luigi Biraghi († 1879), bienheureux, prêtre, fondateur d'ordre.
- Maurice Tornay (1910 - 1949), bienheureux, prêtre, chanoine régulier, martyr au col du Choula à la frontière sino-tibétaine ; célébré localement le 12 août[9].
- Philomène († vers 304 ?), martyre à laquelle on donna ce nom par erreur à la suite de la découverte de reliques en 1802 dans les catacombes romaines, avant de lui retirer le culte officiel en 1961 ; célébrée aussi le 10 août[10].
- Schécelin († vers 1138) - ou « Gézelin », « Ghislain », « Gisle » ou « Jocelyn » -, bienheureux, ermite du Luxembourg, dans le diocèse de Trèves ; célébré le 6 août hors du Luxembourg[11].
- 3 nouveaux martyrs de la guerre d'Espagne († 1936) Michel Domingo Cendra, à Prat de Comte, Raphaël Alonso Gutierrez et Charles Diaz Gandia, à Agullent, religieux et laïcs, martyrs de la guerre civile espagnole.

#### Saints orthodoxes?
Outre les saints œcuméniques voire pré-schismatiques ci-avant, aux dates parfois "juliennes" / orientales ...
- Anastase Panéras et Démètre Beyiasis († 1816), vanniers grecs nés à Lesbos, martyrs en Asie mineure par la main des Turcs.
- Niphon II de Constantinople († 1508), patriarche de Constantinople, plusieurs fois déposé, puis exilé en Valachie et dans la République monastique du Mont Athos.

### Prénoms du jour
Bonne fête aux Claire,
- ses variantes voire dérivés féminins : Argia, Chiara, Clairemonde, Clairette, Clara, Clara-Marie, Clare, Clarence, Clarice, Clarika, Clarinde, Clarine, Clarissa, Clarisse (et lendemain 12 août), Clarita, Claroun, Clarus, Cléa, Cléanthe, Cléo, Cler, Jasna (?), Khoriklia, Kiara, Klaartje, Klara, Klarye ;
- et masculins : Clair, Clairet ;
- ses variantes arabophones (de sens premier similaire) : Madjda, Sana, Sennya, Sorcha (?), etc. ;
- et brittophones : Kler, Sklaer, Sklaera, Sklaerenn, Sklaerder, Sklerijenn.

Et aussi aux :
- Géry ;
- Gilberte et ses variantes voire dérivés : Aguilberte, Algiberte, Gilberthe, Gilbète, etc. (voir aussi 7 juin).
- Aux Suzanne et ses variantes voire diminutifs : Saossana, Saossane, Saoussana, Saoussen, Sawsan, Sue, Susan, Susana, Susanna, Susie, Suzan, Suzana, Suzanna, Suzel, Suzeline, Suzette, Suzie, Suzon, Suzy, Zannie, Zasu, Za(s)zu (?), Zazou, Zazu, Zuselt, Zuzana, etc.

## Traditions et superstitions

### Dictons
- « À la sainte-Claire, s'il éclaire et tonne, c'est l'annonce d'un bel automne. » [12] ;
- « À la sainte-Suzanne, veau bien venu qui tète. » ;
- « Si le jour de Sainte Claire, la journée est chaude et claire, comptez sur les fruits à couteau, à coup sûr ils seront beaux. »[13].

### Astrologie
Signe du zodiaque : vingtième jour du signe astrologique du lion.

## Toponymie
Plusieurs voies, places, sites ou édifices de pays ou provinces francophones contiennent la date du 11 août dans leur nom selon différentes graphies possibles : voir Onze-Août.